# يوهان فون لامونت
يوهان فون لامونت (بالألمانية: Johann von Lamont)‏ (و. 1805 – 1879 م) هو فيزيائي، وعالم فلك، ومهندس من المملكة المتحدة .
وكان عضواً في الجمعية الملكية .

## مناصب وهيئات
أدار جامعة لودفيغ ماكسيميليان في ميونخ.

## جوائز
حصل على جوائز منها:
- وسام النجم القطبي الملكي السويدي.

## روابط خارجية
- يوهان فون لامونت على موقع الموسوعة البريطانية (الإنجليزية)